# Cryptogalumna
Cryptogalumna är ett släkte av kvalster. Cryptogalumna ingår i familjen Galumnidae.
Kladogram enligt Catalogue of Life:
| Cryptogalumna | \| \| Cryptogalumna cryptodonta \| \| \| \| \| \| Cryptogalumna grandjeani \| \| \| \| |
|               | \| \| Cryptogalumna cryptodonta \| \| \| \| \| \| Cryptogalumna grandjeani \| \| \| \| |
|               | Cryptogalumna cryptodonta                                                              |
|               |                                                                                        |
|               | Cryptogalumna grandjeani                                                               |
|               |                                                                                        |